# Àhmad al-Ahsaí
El xeic Àhmad ibn Zayn-ad-Din ibn Ibrahim al-Ahsaí —àrab: شيخ أحمد بن زين الدين بن إبراهيم الأحسائي, xayẖ Aḥmad b. Zayn ad-Dīn b. Ibrāhīm al-Aḥsāʾī—, més conegut simplement com a xeic Àhmad al-Ahsaí o Àhmad al-Ahsaí (Al-Ahsa, península Aràbiga oriental, 1753 - voltants de Medina, 1826) fou un religiós musulmà fundador d'una escola teològica heterodoxa i esotèrica xiïta anomenada xaykhisme, on es barrejaven nocions del sufisme. Aquesta escola va continuar sota la direcció de Sayyid Kàzim Raixtí i d'altres, i es troba a la base del moviment babí.

## Biografia
Quan tenia 40 anys, Àhmad al-Ahsaí va anar a estudiar en els prestigiosos centres teològics xiïtes de Karbala i Najaf, a l'Iraq. Allà va aconseguir el reconeixement suficient per a ser declarat mújtahid, intèrpret de llei islàmica. Va discutir amb erudits sufís i neoplatònics i va assolir una bona reputació entre els seus detractors.
Considerant que certs elements de la tradició xiïta s'havien perdut en el transcurs del temps o havien sofert alteracions d'origen sunnita, Àhmad al-Ahsaí va voler restaurar aquesta tradició en la seva integritat i en la seva integralitat.
Així, va començar a propagar el seu ensenyament on declarava que tot el coneixement es troba contingut de forma essencial en l'Alcorà, i que per excel·lir en les ciències les coneixences s'han d'extreure del Llibre sagrat. Va desenvolupar diversos sistemes d'interpretació de l'Alcorà.
Va manifestar una veneració pels imams més enllà de la dels seus contemporanis pietosos, i va exposar explicacions heterodoxes sobre la vida després de la mort, la resurrecció i la fi del món, així com sobre la medicina i la cosmologia. També definia l'ànima com un «cos subtil» separat però associat amb el cos físic, sent el primer el qui anava al Paradís, anant a l'encontre de la tradició que deia que el profeta Muhàmmad havia ascendit corporalment al Cel. Aquesta afirmació també canviava la visió tradicional xiïta sobre l'ocultació de l'imam Muhàmmad al-Mahdí.
Les seves idees foren condemnades pels mújtahids xiïtes el 1824 i llavors se'n va anar a Pèrsia, on va rebre la protecció i el patronatge dels prínceps de la dinastia qajarita. Va passar els vint darrers anys de la seva vida a la província de Yazd, on va escriure la majoria de les seves obres i va formar nombrosos deixebles. Va morir mentre efectuava un pelegrinatge a la Meca.